# Baião (Musik)

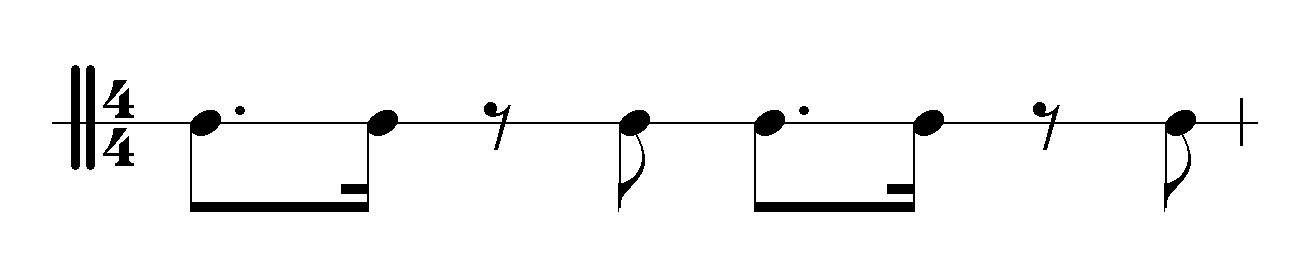

Baião (auch baiano oder abaianado) ist ein Tanz und sehr einflussreicher Rhythmus in der brasilianischen música nordestina, der Musik des Nordostens. Dieser Grundrhythmus liegt mit variierenden Instrumentierungen den meisten Stilen dieser Region zugrunde: Forró, Côco, Ciranda und Embolada. Der Baião ist aus dem Volkstanz Baiano hervorgegangen, der aus Bahia stammt und erstmals 1842 erwähnt wurde. Typische Instrumente des  Baião sind das Pandeiro, Zabumba, Akkordeon (Sanfona), Triangel und Gitarre (Violão).
Ein wichtiger Musiker für dieses Genre war Luiz Gonzaga  (1912–1989) aus Exu, im Bundesstaat Pernambuco.